# Тапалапа (муниципалитет)
Тапалапа (исп. Tapalapa) — муниципалитет в Мексике, штат Чьяпас, с административным центром в одноимённом посёлке. Численность населения, по данным переписи 2020 года, составила 4547 человек.

## Общие сведения
Название Tapalapa с языка науатль можно перевести как место разбросанной воды.
Площадь муниципалитета равна 66,1 км², что составляет 0,1 % от площади штата, а наиболее высоко расположенное поселение Рио-Куачи, находится на высоте 1810 метров.
Он граничит с другими муниципалитетами Чьяпаса: на севере с Чапультенанго, на востоке с Пантепеком, на юге с Коапильей, и на западе с Окотепеком.

## Учреждение и состав
Муниципалитет был образован 28 ноября 1974 года, по данным 2020 года в его состав входит 20 населённых пунктов, самые крупные из которых:
| Код INEGI                  | Населённый пункт                                                                         | Численность населения (2005 год) | Численность населения (2010 год) | Численность населения (2020 год) |
| -------------------------- | ---------------------------------------------------------------------------------------- | -------------------------------- | -------------------------------- | -------------------------------- |
| 090                        | Всего                                                                                    | 3928                             | 4121                             | 4547                             |
| 0001                       | Тапалапа (исп. Tapalapa) 17°11′24″ с. ш. 93°06′17″ з. д. (административный центр)        | 1866                             | 1940                             | 2272                             |
| 0003                       | Масоно (исп. Mazono) 17°15′40″ с. ш. 93°07′34″ з. д.                                     | 395                              | 410                              | 426                              |
| 0020                       | Саградо-Корасон-де-Хесус (исп. Sagrado Corazón de Jesús) 17°15′54″ с. ш. 93°07′05″ з. д. | 185                              | 205                              | 248                              |
| 0002                       | Бланка-Роса (исп. Blanca Rosa) 17°14′29″ с. ш. 93°08′08″ з. д.                           | 169                              | 201                              | 213                              |
| 0009                       | Сан-Антонио (исп. San Antonio) 17°11′10″ с. ш. 93°05′00″ з. д.                           | 192                              | 213                              | 192                              |
| 0021                       | Вейнте-де-Новьембре (исп. Veinte de Noviembre) 17°15′41″ с. ш. 93°08′22″ з. д.           | 198                              | 202                              | 186                              |
| 0007                       | Эль-Порвенир (исп. El Porvenir) 17°15′18″ с. ш. 93°07′45″ з. д.                          | 197                              | 216                              | 179                              |
| —                          | Прочие                                                                                   | 726                              | 734                              | 831                              |
| Названия на карте Генштаба |                                                                                          |                                  |                                  |                                  |

## Экономическая деятельность
По статистическим данным 2000 года, работоспособное население занято по секторам экономики в следующих пропорциях:
- сельское хозяйство, скотоводство и рыбная ловля — 75,7 %;
- промышленность и строительство — 6,3 %;
- торговля, сферы услуг и туризма — 14,9 %;
- безработные — 3,1 %.

## Инфраструктура
По статистическим данным 2020 года, инфраструктура развита следующим образом:
- электрификация: 98,7 %;
- водоснабжение: 58,4 %;
- водоотведение: 96,3 %.

## Туризм
Основными достопримечательностями являются церковь и часовни, построенные в XVI веке.